# La Bollène-Vésubie
La Bollène-Vésubie är en kommun i departementet Alpes-Maritimes i regionen Provence-Alpes-Côte d'Azur i sydöstra Frankrike. Kommunen ligger  i kantonen Roquebillière som ligger i arrondissementet Nice. År 2022 hade La Bollène-Vésubie 659 invånare.

## Befolkningsutveckling
Antalet invånare i kommunen La Bollène-Vésubie
Referens: INSEE